# 하리코프현
하리코프현은 1835년에 설립된 러시아 제국의 행정 영토 단위(구베르니야)였다. 그것은 슬로보다우크라이나의 역사적 지역을 포용했다. 1765년부터 1780년까지, 그리고 1796년부터 1835년까지 이 일대를 슬로보다우크라이나현이라고 불렸다. 1780년 ~ 1796년에는 하리코프 부왕령이 존재했다. (우크라이나어: намісництво namisnytstvo[*]; 러시아어: намесничество namestnichestvo[*]).

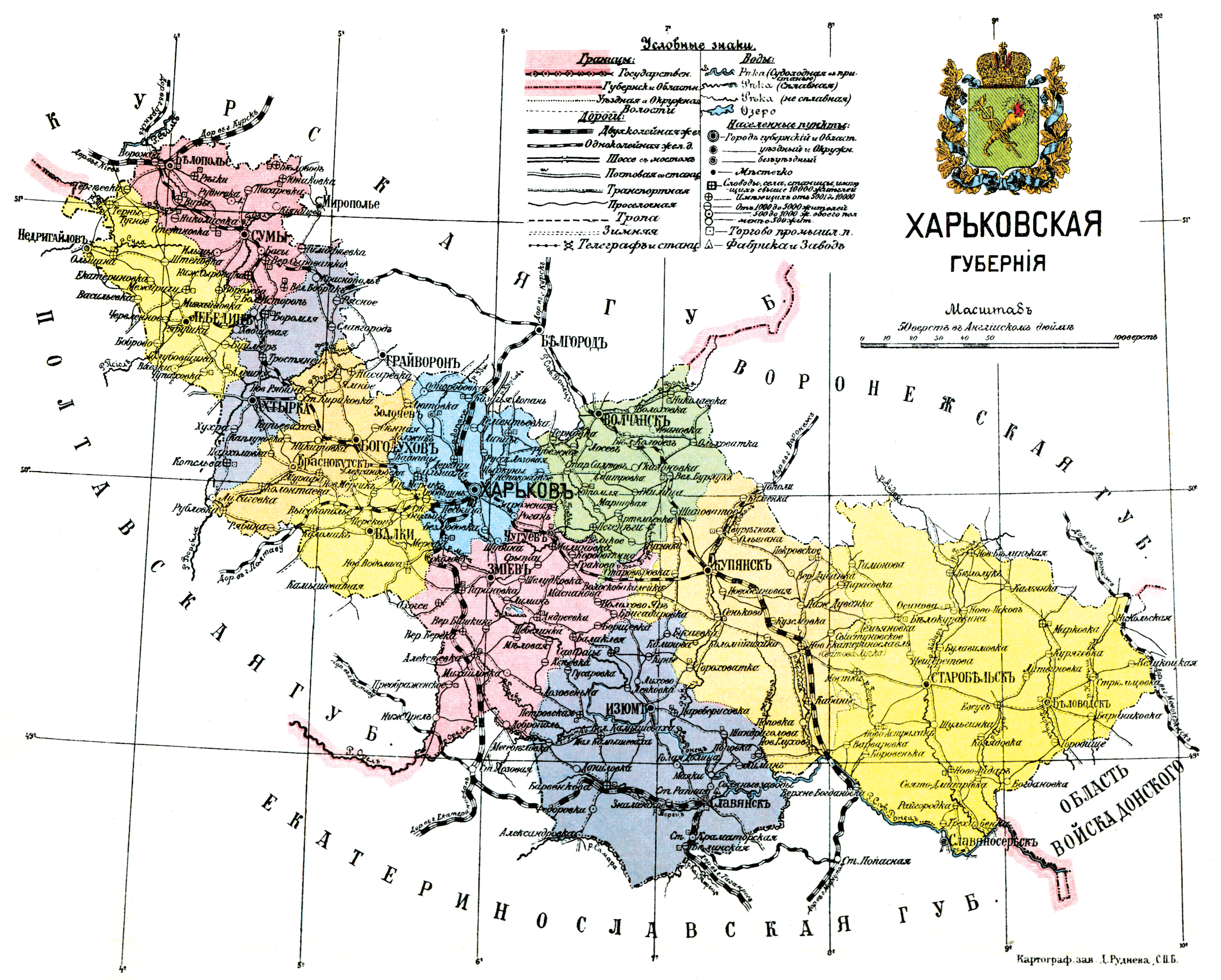
1913년 하리코프현의 행정 구역

1765년부터 1780년까지 슬로보다우크라이나현이 존재했다. 1780년 하리코프 부왕령이 설립되어 1796년까지 지속되었다. 1835년에는 총독부가 다시 슬로보다우크라이나현로 개편되었고, 1835년부터는 하리코프현를 구성하여 1925년까지 존재하였다. 조직 개편 때마다 경계와 행정 구조가 크게 바뀐다. 하리코프현 정부의 주요 주정부의 세금 이행, 처리 및 통계 정보의 공표는 하리코프현 정부의 통계 위원회였다.